# Schefflera dumicola
Schefflera dumicola är en araliaväxtart som beskrevs av William Wright Smith. Schefflera dumicola ingår i släktet Schefflera och familjen araliaväxter.

## Underarter
Arten delas in i följande underarter:
- S. d. acuta
- S. d. dumicola